# 六軒町通
六軒町通（ろっけんまちどおり）は京都市の南北の通りの一つ。北は上立売通から南は御池通の1本北まで。南端の100 mほどは平安京の西坊城小路にあたる。

## 概要
全線を通じ、住宅街の中を走る生活道路である。下立売通以北は南行きの一方通行である。
二条駅以南に伸びる延長線上の道も六軒町通と呼ばれることもある。

## 沿道の主な施設
- 大報恩寺（千本釈迦堂）
- 千本日活 -一本東の通りに面している。
- 二条自動車教習所

-以下は御池通以南-
- 二条駅
- BiVi二条
- NISSHA